# Parasenecio komarovianus
Parasenecio komarovianus là một loài thực vật có hoa trong họ Cúc. Loài này được (Pojark.) Y.L.Chen mô tả khoa học đầu tiên năm 1999.